# خرسی به نام وینی
خرسی به نام وینی (انگلیسی: A Bear Named Winnie) یک تله‌فیلم درام بریتانیایی به کارگردانی جان کنت هریسون است که در سال ۲۰۰۴ منتشر شد.

## بازیگران
- مایکل فاسبندر
- دیوید سوشی
- گیل بیلاز
- استیون فرای
- جاناتان یانگ
- آرون اشمور